# Stanislao Farri
Stanislao Farri (6. července 1924, Bibbiano – 22. června 2021, Reggio Emilia) byl italský fotograf.

## Životopis
V roce 1943 se jako amatér zúčastnil své první skupinové fotografické výstavy. Se svým otcem spolupracoval jako švec až do roku 1949, kdy odešel z podniku a pracoval jako typograf. Od roku 1955 vykonával povolání fotografa.
Během své kariéry se jako amatérský fotograf zúčastnil více než 500 fotografických výstav v Itálii i v zahraničí. V profesionální fotografii se věnoval dokumentaci prací týkajících se jeho města, Reggio Emilia a kulturního dědictví.
Fotografický archiv obsahující více než 170 000 kusů, včetně negativů a pozitivů, zanechal v knihovně Panizzi v Reggio Emilia.
Zemřel v Reggio Emilia ve věku 96 let dne 22. června 2021.

## Dílo
- Stanislao Farri fare fotografia, fotografický svazek, 1986, Università di Parma
- Fare fotografia, fotografický svazek, 1986
- Parma di Farri, fotografický svazek, 1990, Silva
- Casalgrande-1992, Stanislao Farri, fotografický svazek, 1992, Comune di Casalgrande
- Stanislao Farri, fotografický svazek, 1998, FIAF
- Stanislao Farri alberi: fotografie 1951- 2008, 2009, Skira, ISBN 9788857202679
- Stanislao Farri: Figure nel paesaggio, fotografický svazek, 2015, ISBN 9788878980969
- Stanislao Farri. Le cento e cento identità della donna, fotografický svazek, 2016, ISBN 9788878981386
- Stanislao Farri. Boretto e il Grande Fiume. Ediz. illustrata, fotografický svazek, 2017, ISBN 9788878981355